# 1273 Helma
1273 Helma è un asteroide della fascia principale. Scoperto nel 1932, presenta un'orbita caratterizzata da un semiasse maggiore pari a 2,394185 UA e da un'eccentricità di 0,161142, inclinata di 5,401066° rispetto all'eclittica. Ha un diametro di 6,278 km, un periodo di rotazione di 6,0851 ore e un'albedo di 0,340.
Fa parte della famiglia di asteroidi Vesta.
Il suo nome è dedicato ad una conoscente dell'astronomo tedesco Friedrich Schwab.